# Рис
Рис (лат. Orýza) — род однолетних и многолетних травянистых растений семейства Злаки.
Очень требователен к условиям выращивания, может быть погублен заморозками. Рис очень любит влагу, и его побеги растут прямо из воды. Семена прорастают при 10—12 °C.

## Название
Слово «рис» появилось в России только в конце XIX века, являясь производным от нем. Reis, нидерл. rijs, из романских: итал. riso, старофр. rîs. До этого же рис называли «сарацинским зерном» или «сарацинской пшеницей», затем название преобразовалось в «сорочинское пшено».
Родовое название лат. Oryza происходит от др.-греч. ὄρυζα, которое в свою очередь восходит к санскритскому vrihi.

## Ботаническое описание
Стебли риса достигают до полутора метров высоты, листья у него довольно широкие, тёмно-зеленые и по краю шероховатые. Наверху стебля появляется метёлка колосков. Каждый колосок содержит четыре чешуйки (остистых или безостых), прикрывающих цветок; в цветке, в отличие от других злаков, 6 тычинок и пестик о двух перистых рыльцах. Зерновка плотно одета чешуйками.

## Распространение
Произрастает главным образом в тропиках и субтропиках Азии, Африки, Америки, Австралии.

### Происхождение
Как сельскохозяйственная культура в тропиках, субтропиках и тёплых районах умеренного пояса возделывается однолетний рис посевной (Oryza sativa), являющийся одной из древнейших продовольственных сельскохозяйственных культур. Его одомашнивание произошло около 9 тыс. лет назад в Восточной Азии. В Южной Азии (Ракхигархи) рис был полностью одомашнен отдельно от этого процесса в Китае и предком этого риса был, скорее всего, дикорастущий вид Oryza nivara.
В Африке также выращивают африканский, или голый рис (Oryza glaberrima), который был одомашнен 2—3 тысячелетия назад на берегах реки Нигер. В настоящее время в качестве сельскохозяйственной культуры он практически вытеснен азиатскими видами риса и может выращиваться в некоторых местах для использования в ритуальных целях. Местное население в Африке также использует в пищу зерно ряда дикорастущих видов риса, в первую очередь риса точечного (Oryza punctata) и риса короткоязычкового (Oryza barthii).
Рисовые поля до созревания семян заливают водой, чтобы предохранить их от прямого воздействия солнечных лучей, а также в качестве одного из средств борьбы с сорняками. Осушаются поля только ко времени уборки урожая.

## Хозяйственное значение и применение

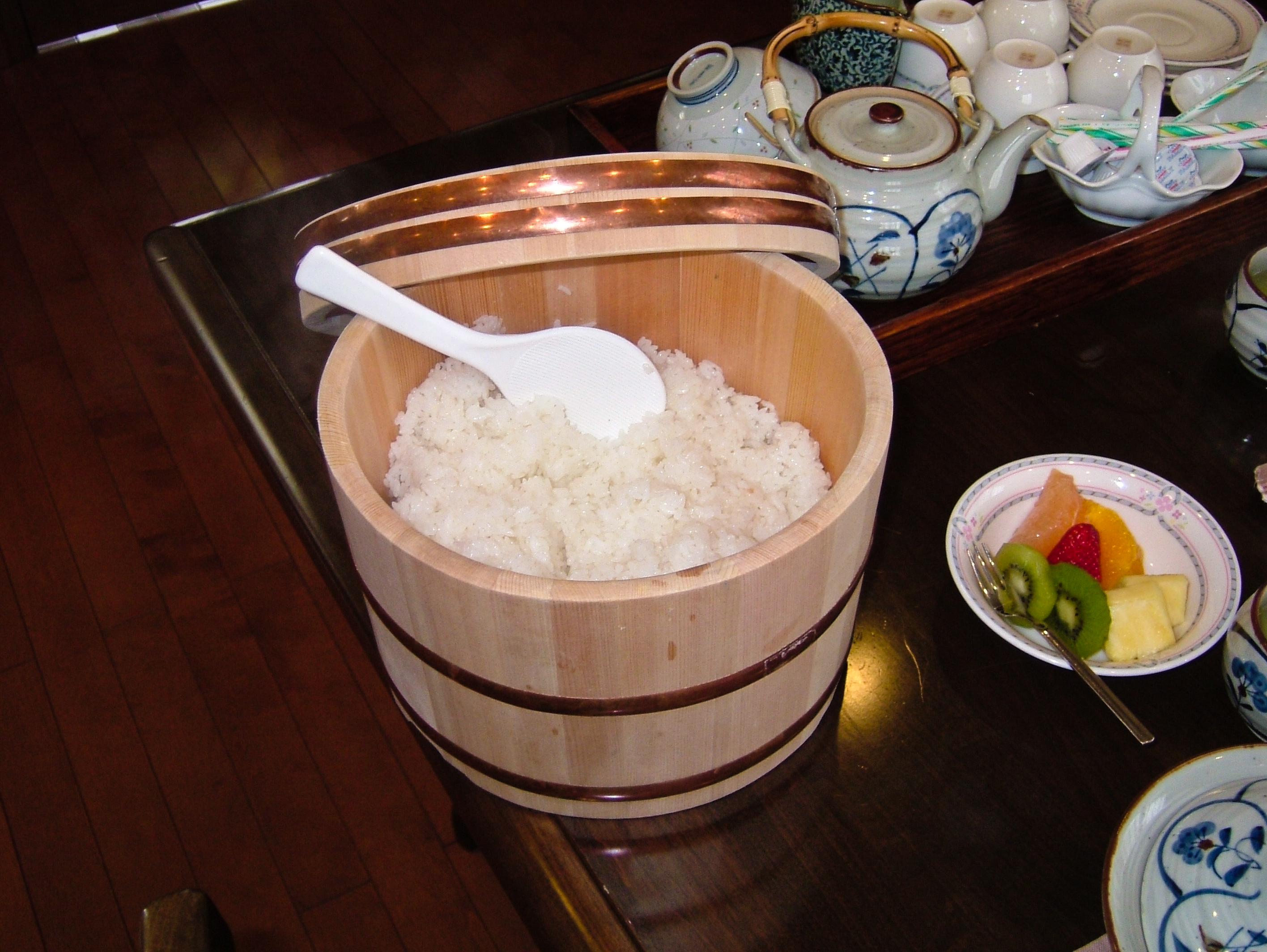
Приготовленный белый рис

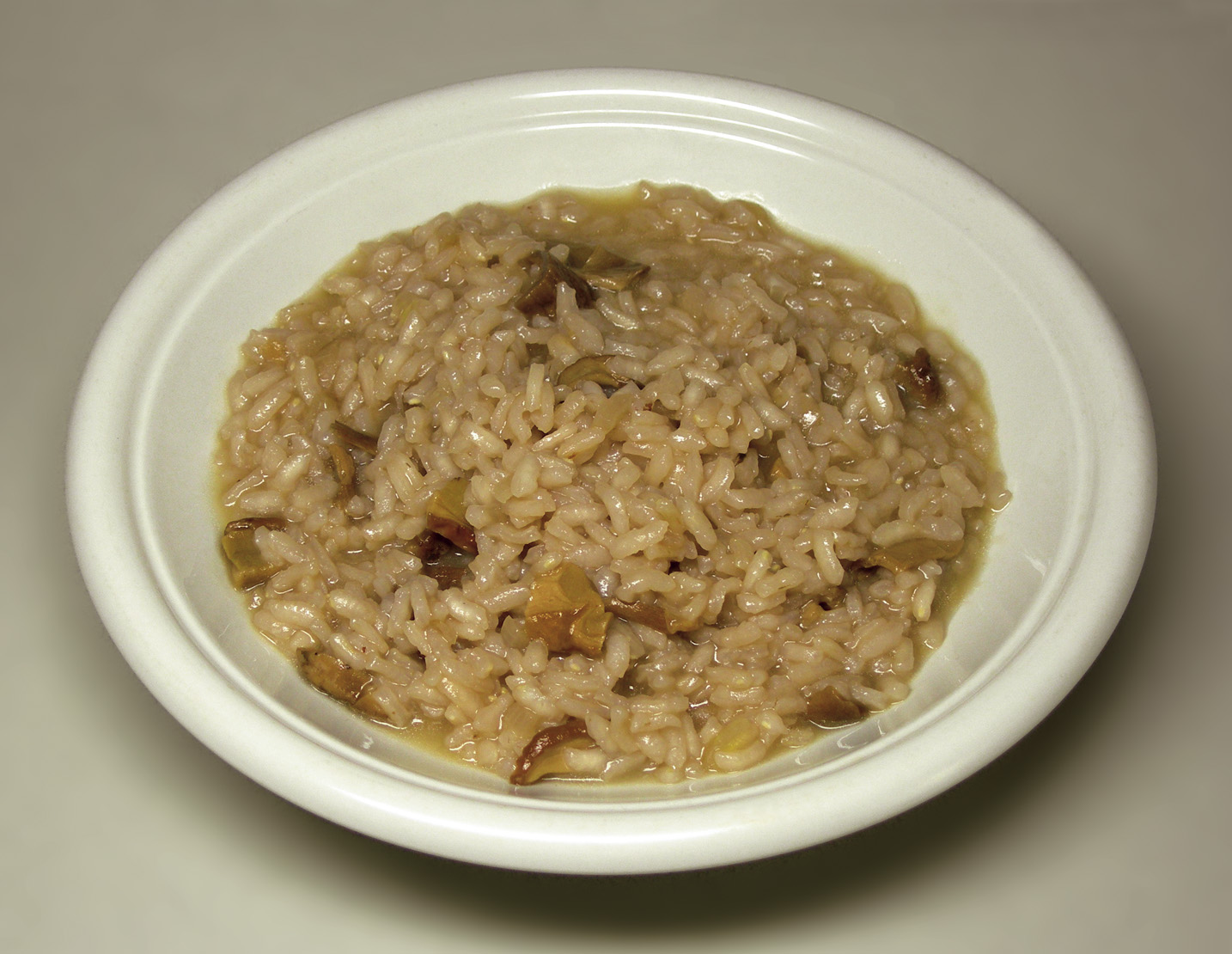
Ризотто — рисовое блюдо итальянской кухни

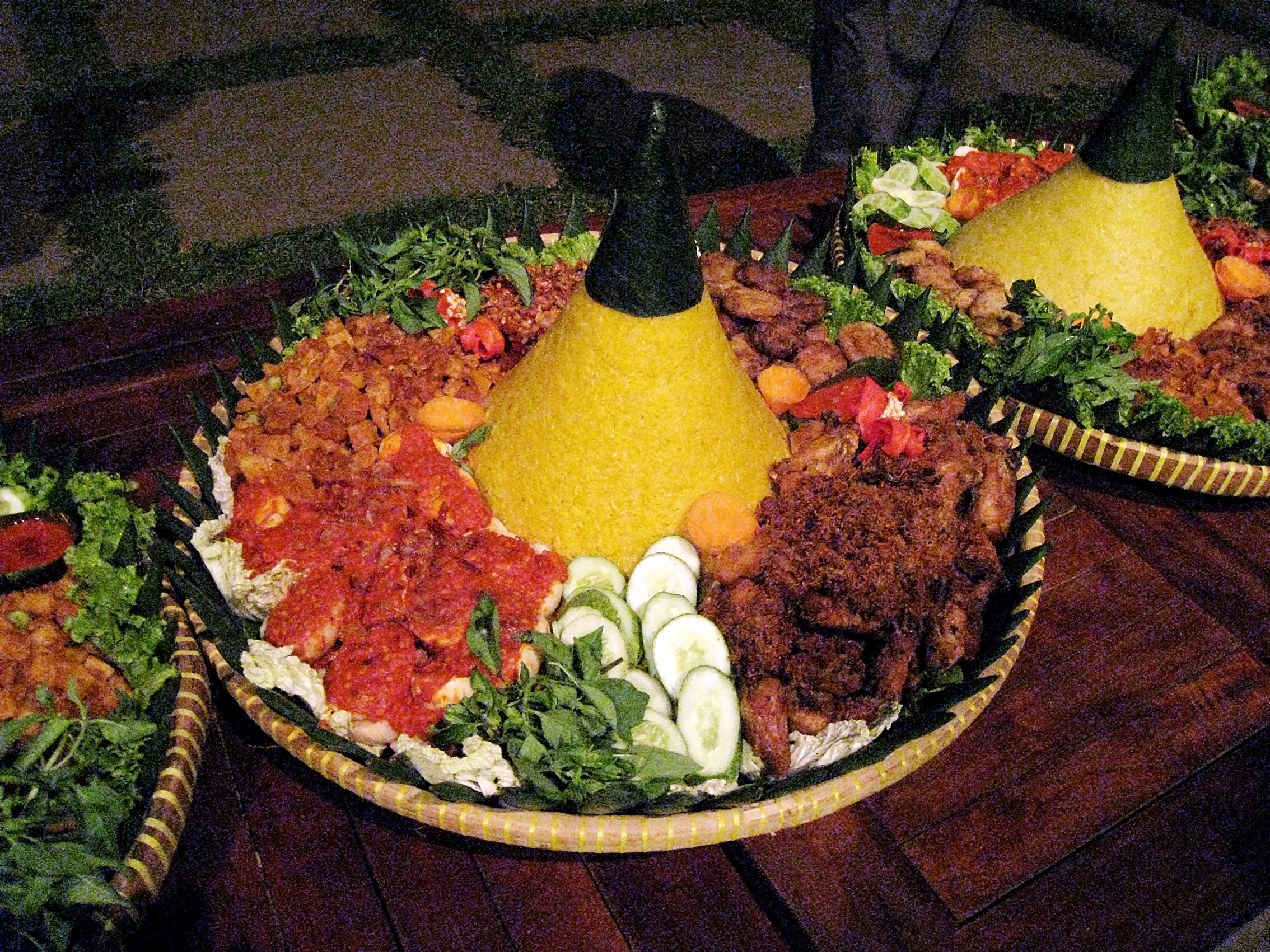
Церемониальное индонезийское блюдо тумпенг: пирамидка жёлтого риса, окружённая различными гарнирами

Рис отличается богатым содержанием углеводов и относительной бедностью белковых веществ. Доля первых в сухом веществе доходит до 70 %, вторых же, как правило, не более 12 %. Зола риса богата фосфорной кислотой.
Считается основным (национальным) продуктом питания в азиатских кухнях. Так как в очищенных зерновках остаётся мало витаминов, подобная популярность риса приводила к широкой распространённости заболевания бери-бери. Из рисового зерна производятся крупа и крахмал, из рисовых зародышей получают масло. Мука рисовая без примеси какой-либо другой мало годится для приготовления хлеба в силу отсутствия клейковины. Главным образом из неё варят каши или приготовляют пироги; в большем количестве она поступает на косметические фабрики, на переработку в пудру. Существует множество блюд на основе риса, самые известные из которых плов, ризотто и паэлья. В Японии, Корее и Китае из клейкого риса делают лепёшки «моти» и особые сладости для чайной церемонии.
В Америке, Африке и Азии рис служит для приготовления разных спиртных напитков, а в Европе из него получают спирт. Традиционное рисовое вино популярно в Китае, в Японии из риса производят национальные спиртные напитки различной крепости — сакэ, сётю, авамори. В Корее рис и отходы его приготовления являются основой многих традиционных напитков, таких как сикхе и суннюн.
Производится также воздушный рис, по консистенции похожий на попкорн, только гладкий и округлый. Иногда его формуют в виде карамелизированных плиток, как козинаки.
Из рисовой соломы производят рисовую бумагу, картон, плетёные изделия. Рисовая солома толста и мягка; она служит чаще всего для подстилки в хлеву и в целом для изготовления плетёных вещей малопригодна. Соломенные шляпы, сбываемые за изделия из рисовой соломы, на самом деле фабрикуются из весьма тонких стеблей ржи и пшеницы. Традиционные японские половые маты татами часто считаются сделанными из рисовой соломы, однако на деле она используется только как внутренняя набивка. Из-за своей мягкости она слишком быстро протирается, поэтому внешний слой татами плетётся из более плотной и прочной соломы ситника развесистого, называемого в Японии «игуса».
Отруби, остающиеся при очистке риса, представляют собой хороший корм для птицы и домашних животных; курмаком в Средней Азии кормится птица, а рисовая мякина, особенно с примесью разбитых зерен, служит отличным кормом для домашних животных.
В исламских странах существует мера веса, равная весу одного рисового зерна арузза.
Некоторые виды рода, особенно Oryza rufipogon, засоряют посевы культивируемых видов риса.

## Классификация и виды риса

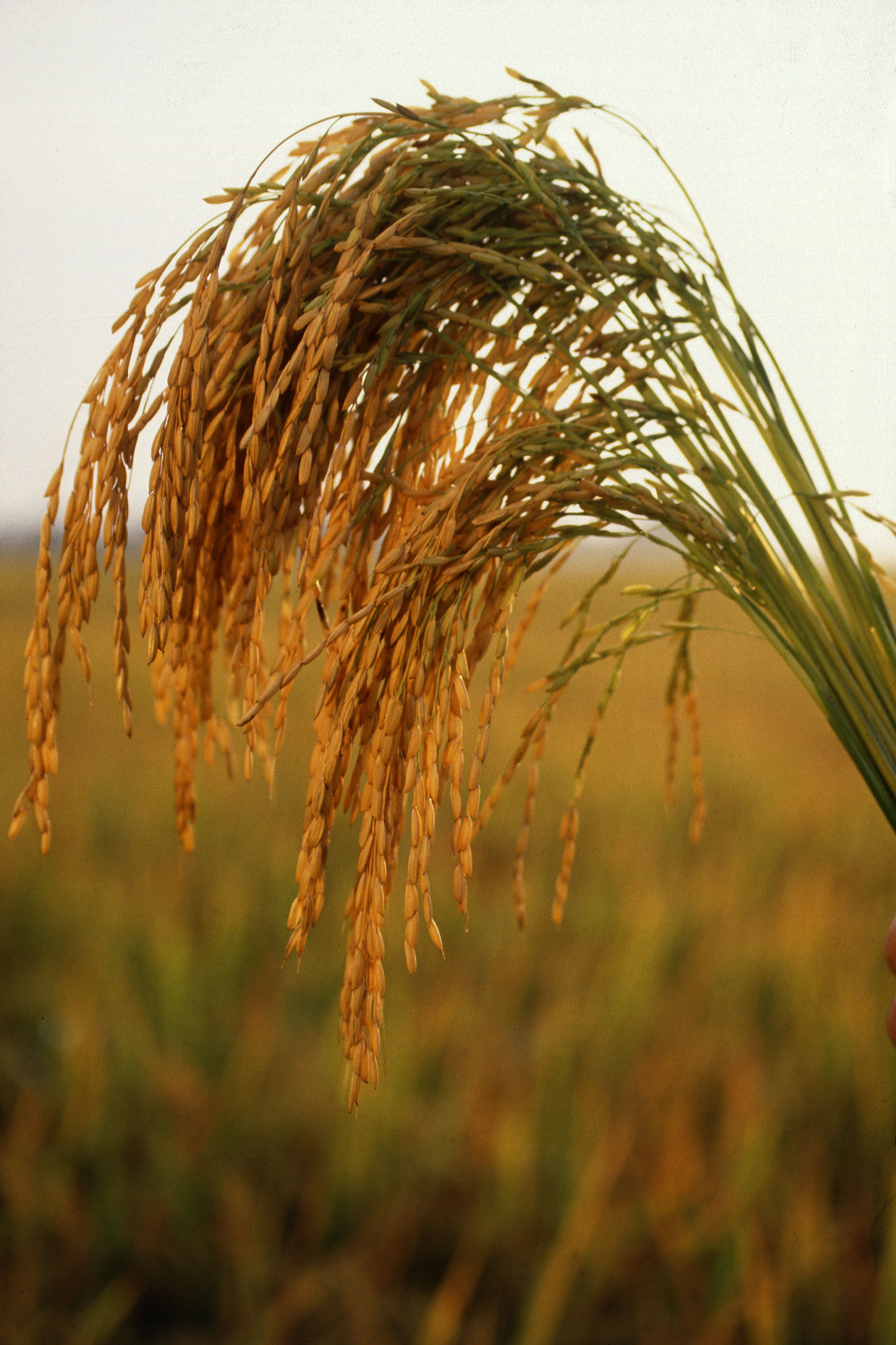
Колосья риса

Род Рис включает 19 видов, сгруппированных в 4 секции:
- Oryza sect. Australiensis

Oryza australiensis Domin
- Oryza sect. Brachyantha

Oryza brachyantha A.Chev. & Roehr.
- Oryza sect. Oryza

- Oryza sect. Oryza ser. Latifoliae

Oryza eichingeri Peter
Oryza grandiglumis (Döll) Prodoehl
Oryza latifolia Desv.
Oryza minuta J.Presl
Oryza officinalis Wall. ex Watt
Oryza punctata Kotschy ex Steud. — Рис точечный
- Oryza sect. Oryza ser. Oryza

Oryza barthii A.Chev. — Рис короткоязычковый
Oryza glaberrima Steud. — Рис африканский, или Рис голый
Oryza longistaminata A.Chev. & Roehr.
Oryza rufipogon Griff.
Oryza sativa L. — Рис посевнойtypus
- Oryza sect. Padia

- Oryza sect. Padia ser. Meyerianae

Oryza meyeriana (Zoll. & Moritzi) Baill.
Oryza neocaledonica Morat
- Oryza sect. Padia ser. Ridleyanae

Oryza longiglumis Jansen
Oryza ridleyi Hook.f.
- Oryza sect. Padia ser. Schlechterianae

Oryza schlechteri Pilg.
- Вид Oryza coarctata Roxb. (1832) по современным классификациям отнесён к роду Oryza, хотя некоторые ботаники относят его к отдельному монотипному роду Porteresia Tateoka, в состав которого входит единственный вид Porteresia coarctata (Roxb.) Tateoka. Но по современным данным название Porteresia Tateoka является синонимом Oryza.

## Возделывание риса
| Производство риса по странам (млн тонн) | Производство риса по странам (млн тонн) | Производство риса по странам (млн тонн) | Производство риса по странам (млн тонн) |
| --------------------------------------- | --------------------------------------- | --------------------------------------- | --------------------------------------- |
|                                         | 2014                                    | 2016                                    | 2023                                    |
| Индия                                   | 157,2                                   | 163,7                                   | 206,7                                   |
| Китай                                   | 206,5                                   | 211,1                                   | 206,6                                   |
| Бангладеш                               | 52,3                                    | 50,5                                    | 58,6                                    |
| Индонезия                               | 70,8                                    | 79,4                                    | 54,0                                    |
| Вьетнам                                 | 44,9                                    | 43,1                                    | 43,5                                    |
| Таиланд                                 | 32,6                                    | 25,8                                    | 33,1                                    |
| Мьянма                                  | 26,4                                    | 21,3                                    | 25,7                                    |
| Филиппины                               | 18,9                                    | 12,4                                    | 20,1                                    |
| Пакистан                                | 10,5                                    | 10,3                                    | 14,8                                    |
| Камбоджа                                | 9,3                                     | 10,0                                    | 12,9                                    |
| Бразилия                                | 12,2                                    | 10,6                                    | 10,3                                    |
| Япония                                  | 11,2                                    | 10,9                                    | 10,1                                    |
| США                                     | 10,1                                    | 10,2                                    | 9,9                                     |
| Нигерия                                 | 6,0                                     | 11,3                                    | 8,9                                     |
| Россия                                  | 1,0                                     | 1,1                                     | 1.1                                     |

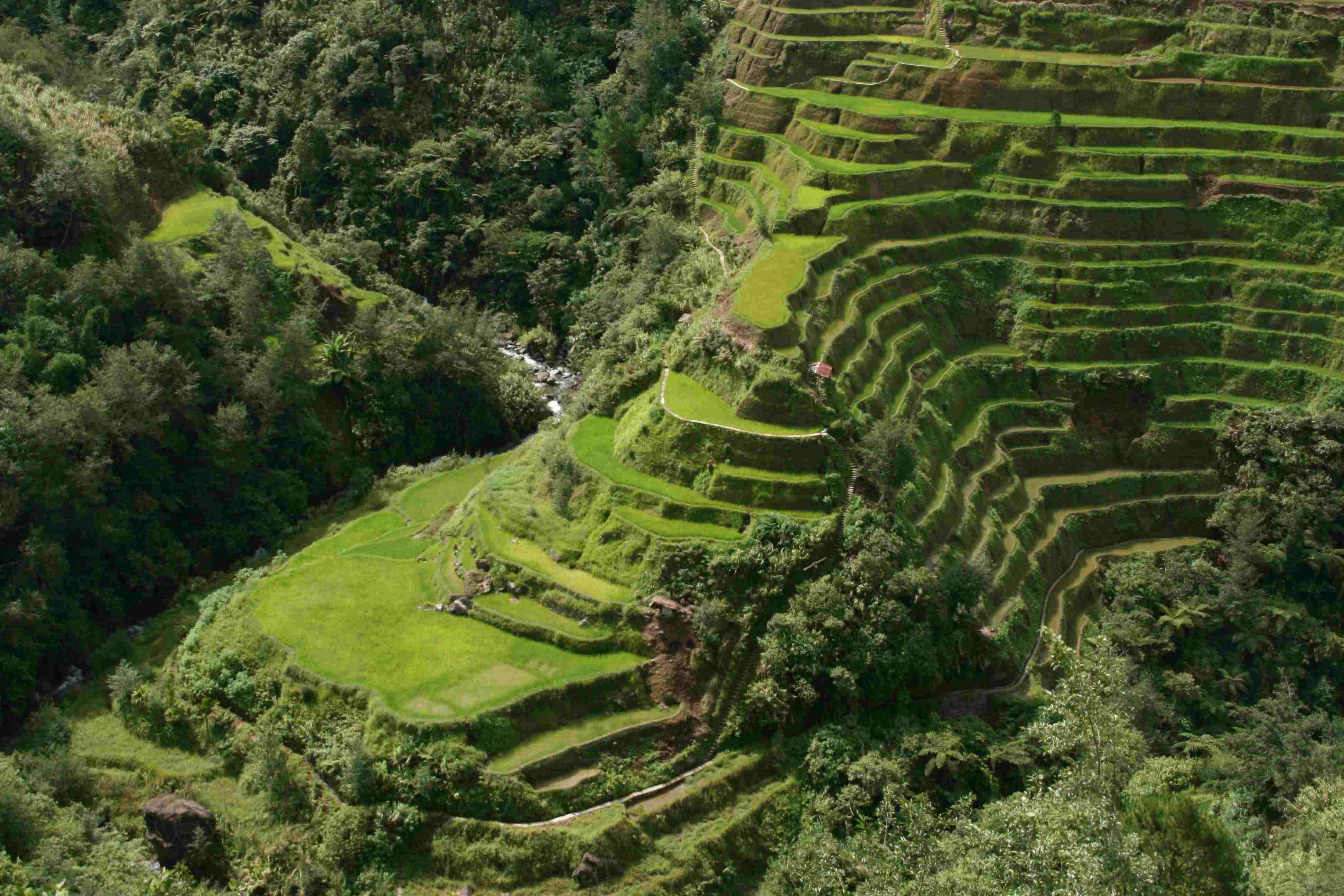
Рисовые террасы в Банауэ на Филиппинах

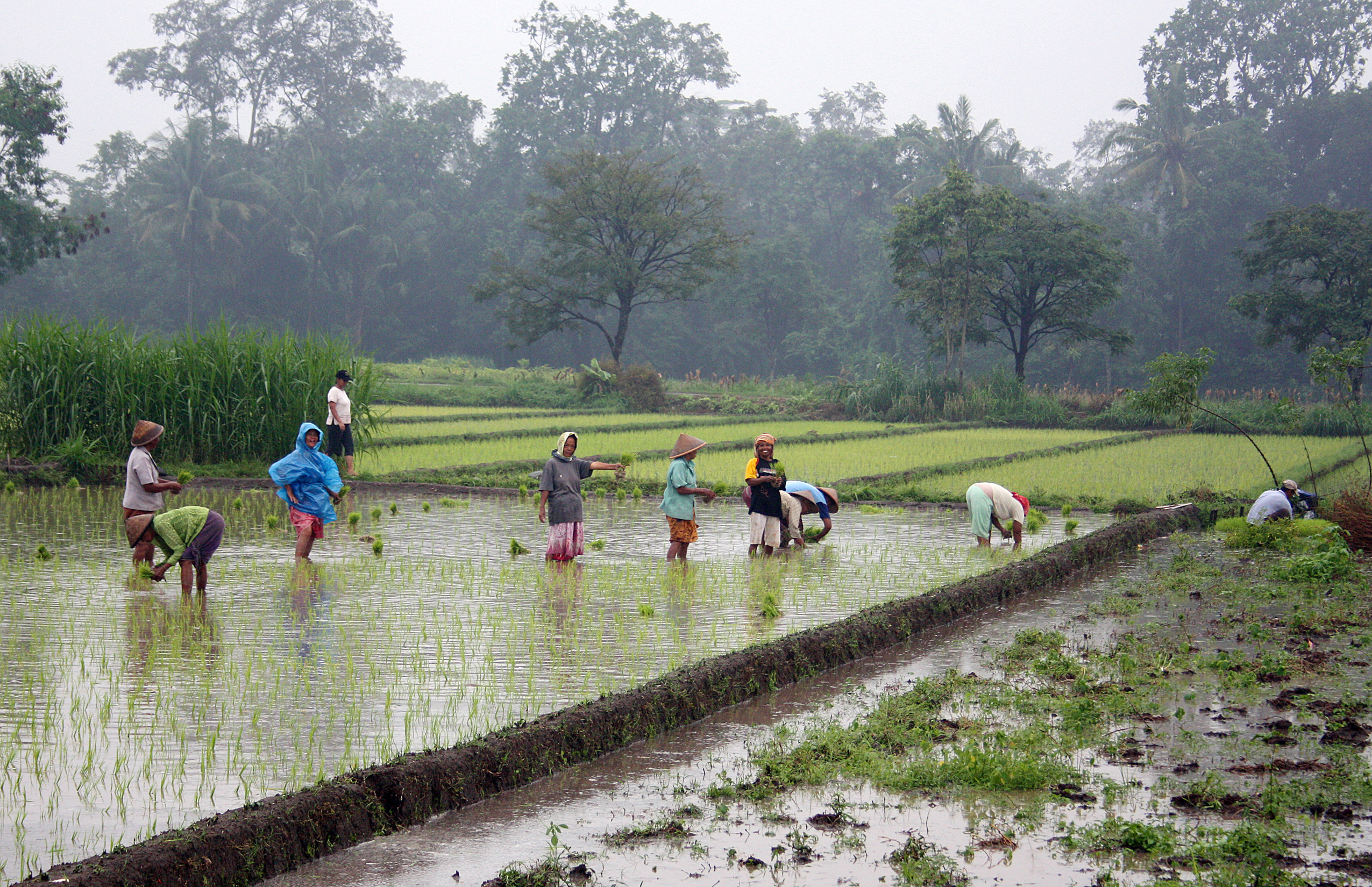
Высадка рисовой рассады на острове Ява, в Индонезии

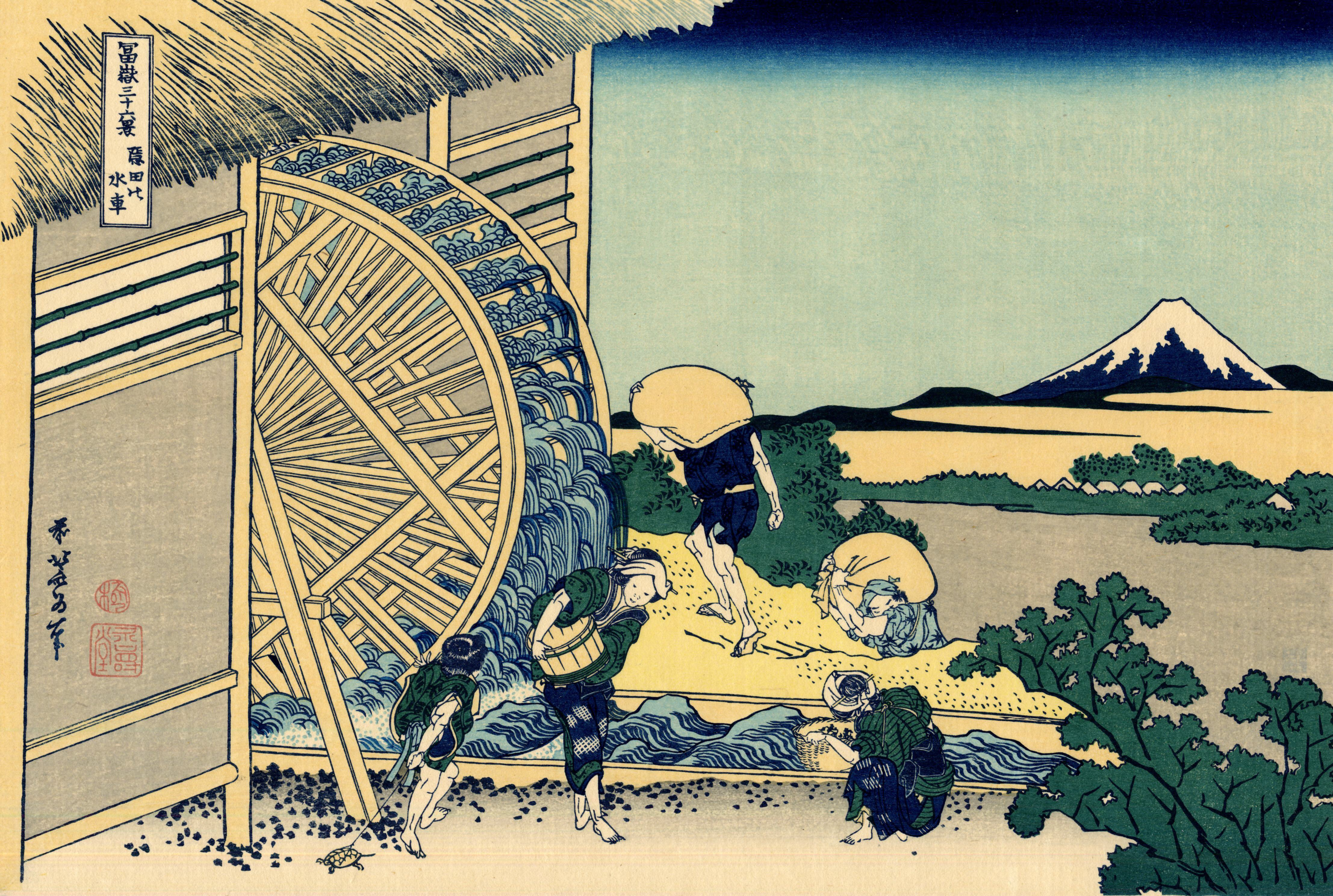
Очистка риса с помощью водяной мельницы («Тридцать шесть видов Фудзи» Кацусика Хокусай)

Рис — одно из самых важных зерновых растений, так как им питается более половины населения всего земного шара. Культура его известна со времен глубокой древности. В торжественном обряде, установленном китайским императором, рис уже играет важную роль. Царствующий император должен был посеять его сам, между тем четыре вида других растений могли быть посеяны принцами императорского семейства. Не менее классической страной разведения риса является Индия, где культура риса, может быть, и не столь древняя как в Китае, но тем не менее занимает обширные площади, а зёрна этого растения составляют главную пищу населения.
В значительных количествах сеется рис также в Бангладеш, в Индонезии, на Шри-Ланке, центральной и восточной части Африки, в Полинезии, Меланезии и других странах, лежащих между экватором и 45° широты. В Европе возделывание риса встречается в Испании (сюда ввели его мавры), Италии (первые рисовые поля близ Пизы относятся к 1468 году), Греции и Турции, в Америке в основном культивируется в США и Бразилии. В России выращивается в относительно небольших количествах в Краснодарском крае, Ростовской области и на юге Приморья. Вследствие теплолюбивости рис имеет ограниченное распространение в странах умеренного пояса. Для полного развития его при средней температуре лета в 22—30°С и при периоде вегетации в 150 дней, требуется от 3300 до 4500 (числа дней периода всего роста растения до его созревания умножается на среднюю температуру этого периода. Так, 4500=150×30; 3300=150×22). Другая причина кроется в особых условиях возделывания риса, который, как болотное растение, требует массу стоячей воды, почему рисовые поля, находясь долгое время (в продолжение 90—100 дней) под водой, легко заболачиваются, что может привести к распространению перемежающихся лихорадок, а также вызывает большой расход воды, дефицитного ресурса для некоторых стран. Особенно много требует воды рис водный или мокрый, главная разновидность этого растения, возделываемая в большинстве стран. Каждый гектар, засеянный мокрым рисом, требует в два раза больше воды, чем озимые хлеба, и в пять раз больше, чем яровая джугара. Из европейских и американских сортов более или менее известны рис обыкновенный, каролинский, пьемонтский и др. Более многочисленны сорта риса разводимого на Востоке, зёрна их также разнообразно окрашены; бывают красные, чёрные и фиолетовые; из них красный рис считается наиболее питательным. В Японии, на Яве, Суматре и в Кохинхине разводятся ещё многие сорта риса с мелкими зернами. Наряду с мокрым рисом на Востоке разводят ещё рис горный или суходольный. На родине этот рис растёт в диком виде на склонах гор южного Китая и успевает без искусственной поливки закончить свой рост в период тропических дождей. Практика культуры суходольного риса в Северной Италии показала, например, что хотя там он без искусственной поливки расти, безусловно, не может, но зато количество воды, необходимое для орошения этого сорта риса, почти вдвое меньше, чем требуется для обыкновенного мокрого риса. Торговые сорта риса: каролинский (зерна продолговатые, без запаха, белые и прозрачные); пьемонтский (зерна с желтоватым оттенком, более короткие и закругленные, непрозрачные); индийский (зерна продолговатые, с хорошо выраженной прозрачностью); японский (зерна очень мелкие, но белые и хорошего качества).

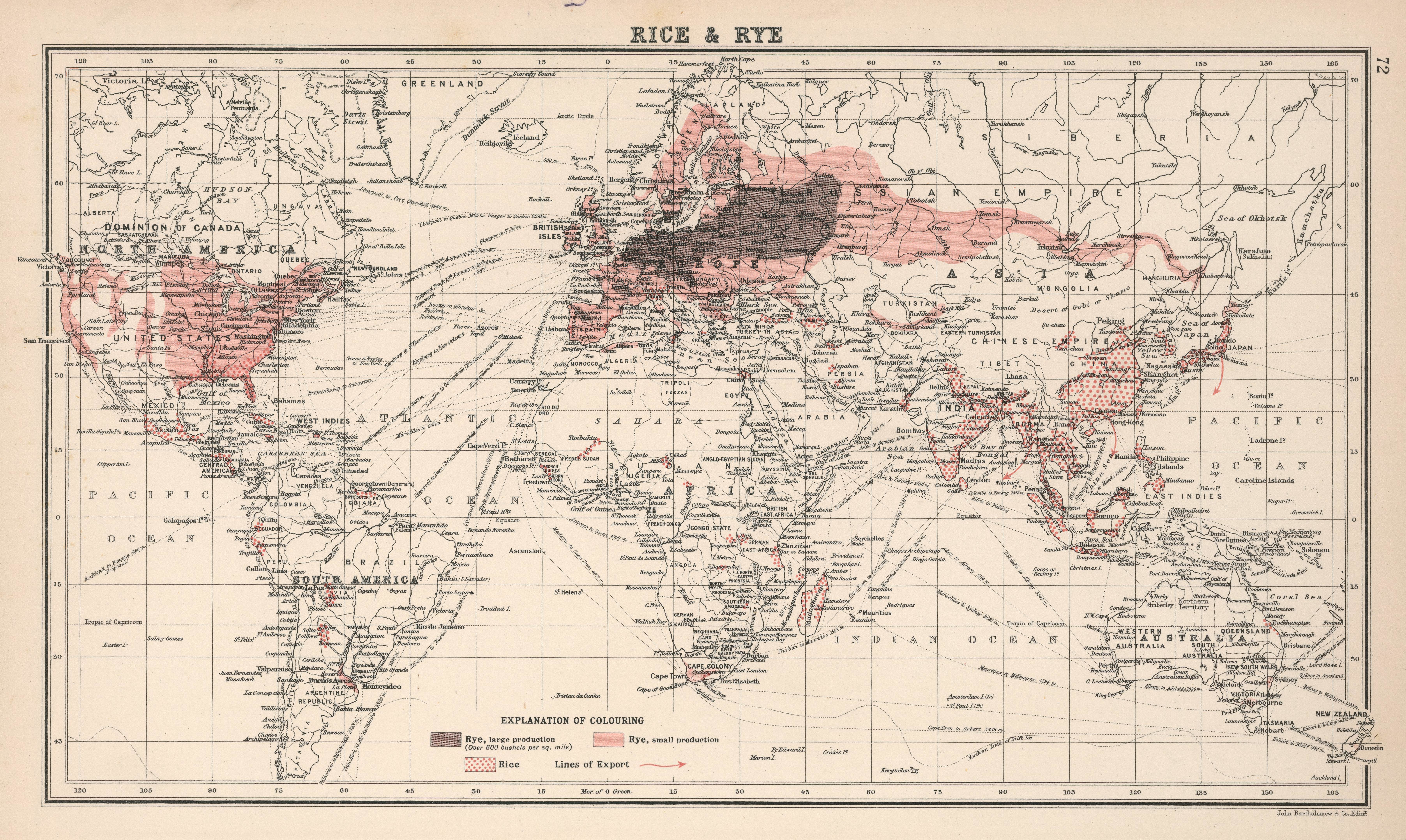
Карта выращивания риса и ржи, 1907 г.

Культура риса ведётся на рисовых плантациях, которые могут быть постоянными или только временными. Первые заняты из года в год посевами риса и постоянно остаются под водой; вторые после 2—3-летних посевов риса обыкновенно занимаются каким-либо другим хлебом. Лучшие почвы под рис — глинистые и суглинистые. Рисовые поля окружаются невысокими валиками и затопляются. Обычно посев производится в воду, стоящую слоем в 6—8 см, в марте-апреле. Иногда, впрочем (как это чаще всего бывает в Китае, Индии, Японии, на Яве и местами в Закавказье) рис не сразу высевается на плантации; сначала его приращивают и дают подняться до высоты 15—20 см, а затем уже пересаживают в грунт, предпочтительно рядами, отстоящими друг от друга на 20—30 см. Традиционно при выращивании риса не употребляли никаких удобрений, так как считали, что с орошаемой водой приносится достаточное количество питательных материалов. За время своего роста рис требует внимательного ухода. Приходится следить постоянно, непосредственно вслед за посевом, за состоянием температуры воздуха и воды, и если таковые понизятся сильно, то необходимо спустить часть напущенной воды, пока солнце не прогреет хорошенько почву. Когда появятся на поверхности воды первые листья риса, то слой воды увеличивают, а если прибывающая вода холодная, то её предварительно согревают при помощи солнца в особых вместилищах. Затем приходится время от времени всю воду, наполняющую рисовые плантации, спускать дочиста и снова напускать; в различных местностях эта операция производится в разные промежутки времени — каждый третий, четвёртый или десятый день, а иногда и большие. В общем, слой воды не должен покрывать более половины растения; от избытка воды оно всегда страдает. Перед жатвой воду спускают окончательно. Врагами рисовой культуры, кроме недостатка тепла и воды, являются также сорные травы. С целью их удаления применялась прополка — в прошлом очень трудная работа, длящаяся обыкновенно около трёх недель. Среди сорных трав наиболее вредны Leersia oryzoides (рисовый пырей), Panicum Crus galli, камыш, осока, сусак, Alisma plantago и др. Из грибков чаще всего встречается на рисе Pleospora Oryzae, производящая на рисе так называемую белую и чёрную болезнь. Рис считается созревшим, когда стебель его совершенно пожелтеет, а само зерно побелеет, что бывает в Средней Азии в конце августа и начале сентября. Опаздывать с уборкой считается рискованным, так как при высыхании колоски отламываются, из-за чего теряется часть урожая. Сарты часто убирают рис в прозелень; такой рис, высушенный на солнце, считается, по их мнению, лучшим для плова. Уборка производится срезкой или выдергиванием; сжатый колос просушивается в течение 2—3 дней, а затем уже молотится. Культура риса суходольного более проста. Его высевают обыкновенно с марта по июль, а убирают в июне — ноябре, в зависимости от условий и высоты местности, где этот рис возделывается. В виде исключения, на Суматре, его сеют в сентябре или октябре, а снимают в феврале или марте; в Кохинхине посев производят в декабре или январе, а жатву в апреле или мае. Этот сорт не требует такого регулярного орошения, как рис водный. Обмолоченное зерно (шала или неочищенный рис) очищается от остей и от посторонних примесей, затем идет на жернова, где отделяется плёнка. Окончательная отделка крупы производится в полировочном аппарате или в ступах. В среднем 100 кг риса, при переделке его на крупу, дают: крупного зерна — 60 кг, среднего — 15 кг, мелкого 15 кг, муки — 10 кг; а от 100 частей неочищенного риса получается: чистого зерна 74 части, отбросов (оболочки, кожицы, зародышей) — 26 частей.

## Мировой рынок риса
В 2017 году оборот на мировом рынке риса оценивался в 20,2 млрд долл. США.
Крупнейшие экспортёры:
- Индия — 35 % ($7,05 млрд долл. США)
- Таиланд — 15 % ($3 млрд долл. США)
- Вьетнам — 8,7 % ($1,75 млрд долл. США)
- США — 8,2 % ($1,65 млрд долл. США)
- Пакистан — 8 % ($1,63 млрд долл. США)

Крупнейшие импортёры:
- Китай — 8,5 % ($1,72 млрд долл. США)
- Саудовская Аравия — 4,6 % ($0,933 млрд долл. США)
- Иран — 4,4 % ($0,891 млрд долл. США)
- Объединенные Арабские Эмираты — 3,5 % ($0,706 млрд долл. США)
- США — 3,4 % ($0,686 млрд долл. США)

### Производство в России
Урожай риса в России в 2024 году стал рекордным и составил 1,26 млн тонн. Минсельхоз РФ планирует увеличить производство риса до 2 млн тонн, в том числе за счёт расширения посевных площадей в Приморье. 
Прирост обеспечен как за счет расширения площадей на 8,9%, до 208 900 га, так и за счет повышения урожайности — на 5,6%, до рекордных 61,1 ц/га. 
За последние 20 лет сбор риса в России вырос в 2,7 раза: в 2004 году его урожай был всего 469 800 тонн. Посевные площади за это время увеличились с 132 100 до 208 900 га. 
В Краснодарском крае собрано 829 000 тонн.
В Дагестане в 2024 году валовой сбор риса составил 165 тысяч тонн, что на 10 тысяч тонн больше, чем в 2023 году.
В Ростовской области валовой сбор риса в 2024 году увеличился до 107,1 тыс. тонн, рост на 20%. 
Урожай риса в Приморском крае в 2024 году составил 47 тыс. тонн, что на 20 тыс. тонн больше значения 2023 года. Посевные площади риса увеличились до 14,4 тысячи гектаров (+6 тысяч).
В Астраханской области собрали 38,5 тыс. тонн риса, на 54% больше уровня 2023 года.

## Урожайность
Средняя урожайность около 60 ц/га (6 т/га или 600 т/км²), но в традиционных рисоводческих странах рис собирают по несколько раз в год. Максимальная урожайность риса составляет до 150 ц/га (15 т/га или 1500 т/км²).

## Вредители и болезни
Вредителями риса называют организмы и микробы, имеющие возможность снизить доходность или урожайность рисовых полей (или семян риса). В число вредителей риса входят сорные растения, возбудители заболеваний, насекомые, нематоды, грызуны и птицы. Вспышкам размножения вредителей может способствовать целый ряд факторов, в том числе злоупотребление пестицидами, неправильное орошение и завышенные нормы внесения азотных удобрений. Погодные условия также способствуют вспышкам вредителей. Например, массовое появление рисовой галлицы и гусениц травяной совки (Spodoptera frugiperda), как правило, следуют в начале сезона дождей после первых обильных осадков, в то время как появление трипсов связано с засухой.
Рисовые посевы также поражают несколько видов нематод, вызывая такие заболевания, как дитиленх стеблевой (Ditylenchus dipsaci), рисовый афеленх (Aphelenchoides besseyi) и галловую болезнь (Meloidogyne graminicola). Некоторые виды нематод, таких как Pratylenchus spp. представляют наибольшую опасность для суходольного риса во всех частях света. Рисовый корневой нематодоз (Hischmanniella spp.) вызывается миграционным эндопаразитом, это заболевание на более поздних стадиях посевов приводит к полному уничтожению урожая риса. Помимо того, облигатные паразиты, также уменьшают силы растений и повышают восприимчивость рисовых всходов к другим вредителям и болезням.
Для защиты растений учёные пытаются разработать методы борьбы с вредителями риса, которые бы помогли создать устойчивое сельское хозяйство. Другими словами, контролировать вредителей сельскохозяйственных культур таким образом, чтобы в будущем они не угрожали продукции растениеводства.
Действенная борьба с вредителями основана на четырёх принципах: биоразнообразие, сопротивление растения-хозяина (HPR), ландшафтная экология и иерархия ландшафта — от биологической до социальной. В настоящее время борьба с вредителями риса включает в себя выведение устойчивых к вредителям сортов риса и использование пестицидов (а также инсектицидов). Однако накапливается всё больше и больше доказательств, что применение фермерами пестицидов, нередко является излишним и даже невольно способствует размножению вредителей, сокращая популяцию естественных врагов рисовых вредителей, поэтому неправильное употребление инсектицидов может фактически привести к вспышкам размножения вредителей. В 1993 году International Rice Research Institute (IRRI) продемонстрировал, что сокращение использования пестицидов на 87,5 % может привести к абсолютному снижению общего количества вредителей. В 1994 и 2003 годах институтом также были проведены две кампании, во время которых производителей риса проинформировали о вреде злоупотребления инсектицидами и эффективных методах в борьбе с вредителями риса во Вьетнаме.

## Генетика
Геном посевного риса, наряду с кукурузой содержит наибольшее среди всех живых существ количество генов. 
Молекулярная генетика
- Депонированные нуклеотидные последовательности в базе данных EntrezNucleotide, GenBank, NCBI, США: 4 497 096 (по состоянию на 15 марта 2015).
- Депонированные последовательности белков в базе данных EntrezProtein, GenBank, NCBI, США: 315 790 (по состоянию на 15 марта 2015).

Бо́льшая часть депонированных последовательностей принадлежит рису посевному (O. sativa) — генетически наиболее изученному представителю данного рода.
Геномика
Полное секвенирование генома риса посевного (Oryza sativa) было завершено в 2005 году. Геном организован на 12 хромосомах и содержит 37 544 генов. При этом рис посевной стал вторым видом растений (после резуховидки Таля — Arabidopsis thaliana), для которого имеется полная геномная последовательность, служащая «эталоном» (англ. reference genome) для изучения других геномов и сравнения с ними. В 2009—2014 годах в роде Oryza были также полностью секвенированы шесть других видов и ещё шесть видов секвенированы частично.

### Энциклопедии
- Рис // Большая советская энциклопедия : [в 30 т.] / гл. ред.  А. М. Прохоров. — 3-е изд. — М. : Советская энциклопедия, 1969—1978.
- Ростовцев С. И. Рис, растение из семейства злаков // Энциклопедический словарь Брокгауза и Ефрона : в 86 т. (82 т. и 4 доп.). — СПб., 1890—1907.
- Клюсс Г. А. (с дополнением С. И. Гулишамбарова). Рис, в сельском хозяйстве и мировой экономике // Энциклопедический словарь Брокгауза и Ефрона : в 86 т. (82 т. и 4 доп.). — СПб., 1890—1907.
- Аксёнова М. Д. и др. Злаки // Энциклопедия для детей. Биология. — 7-е изд. — М.: Мир энциклопедий Аванта+, Астрель, 2010. — С. 355–356. — 589 с. — 3000 экз. — ISBN 9785989862658.

### Ботанические издания
- Рожевиц Р. Ю. Род Рис — Oryza L. // Флора СССР = Flora URSS : в 30 т. / гл. ред. В. Л. Комаров. — Л. : Изд-во АН СССР, 1934. — Т. 2 / ред. тома Р. Ю. Рожевиц, Б. К. Шишкин. — С. 47—48. — 778, XXXIII с. — 5175 экз.
- Цвелёв Н. Н. Род 10. Рис — Oryza L. // Злаки СССР / отв. ред. Ан. А. Фёдоров. — Л.: Наука, 1976. — С. 97—98. — 788 с. — 2900 экз.
- Костылев П. И. Дикие виды риса. — М.: Спутник+, 2011. — 507 с. — ISBN 978-5-9973-1287-9.
- Аксенова Л. А. Рис // География : журнал. — 2002. — № 19.
- Jahn G. C., Litsinger J. A., Chen Y., Barrion A. Integrated pest management of rice: ecological concepts // Ecologically based integrated pest management (англ.) / Opender Koul, Gerrit W. Cuperus. — Wallingford, UK ; Cambridge, MA : CABI, 2007. — P. 315—366. — 490 p. — ISBN 978-1-84593-064-6.

### Статьи
- Ольга Франческа Линарес[англ.]. African rice (Oryza glaberrima): History and future potential (англ.) // Proceedings of the National Academy of Sciences. — 2002. — Vol. 99, iss. 25. — P. 16360–16365. — ISSN 0027-8424. — doi:10.1073/pnas.252604599.
- C.A. Petrie, J. Bates, T. Higham, R. N. Singh. Feeding ancient cities in South Asia: dating the adoption of rice, millet and tropical pulses in the Indus civilisation (англ.) // журнал : Research  / Dr Robert Witcher, Professor Robin Skeate. — 2016. — December (vol. 90, iss. 354). — P. 1489–1504. — ISSN 0003-598X. — doi:10.15184/aqy.2016.210.
- Philippe Cubry и др. The Rise and Fall of African Rice Cultivation Revealed by Analysis of 246 New Genomes (англ.) // Current Biology : журнал. — 2018. — July (vol. 28, iss. 14). — P. 2274–2282.e6. — ISSN 0960-9822. — doi:10.1016/j.cub.2018.05.066.